# Patrick Dewaere
Patrick Dewaere (Saint-Brieuc, Costes del Nord, França, 26 de gener del 1947 − París, 16 de juliol del 1982) va ser un actor teatral i cinematogràfic francès.

## Biografia
Nascut a Saint-Brieuc, en el departament Costes del Nord (França), la seva mare era l'actriu francesa Mado Maurin.
Patrick Dewaere va ser un dels actors francesos més populars i prometedors de la dècada del 1970. El 1968, va entrar a formar part del grup d'intèrprets del teatre Cafè de la Gare, un col·lectiu en el qual s'incloïen futurs estels com Gérard Depardieu i Miou-Miou. Després d'actuar en els seus inicis amb el pseudònim de Patrick Maurin, finalment va adoptar el nom artístic Dewaere, com a record al nom de soltera de la seva àvia.
A partir del 1971, va interpretar petits papers per a la pantalla, però el seu primer gran paper va arribar en l'anàrquica comèdia de Bertrand Blier Els valseuses (1974), en la qual ell i Gérard Depardieu interpretaven dos joves delinqüents. Dewaere va tornar a treballar amb Depardieu i Blier en una comèdia guanyadora d'un Premi Oscar, Preparez Vós Mouchoirs (1978).
Malgrat l'obvi talent de Dewaere per a la comèdia, sovint va ser escollit per interpretar amb èxit individus fràgils i neuròtics. En un d'aquests papers, el que va fer en la comèdia negra Paradis Pour Tous (1982), el seu personatge acabava suïcidant-se. Poc després de l'estrena de la pel·lícula, el mateix Dewaere es va suïcidar pegant-se un tir amb un rifle al seu domicili a París. Tenia 35 anys. Les seves restes van ser incinerades, i les cendres dispersades. Durant 11 anys, Dewaere havia estat casat amb l'actriu francesa Sotha.
El 1983, es va crear a França el Premi Patrick Dewaere en homenatge a l'actor. Dewaere va ser, a més, l'objecte del documental francès Patrick Dewaere, estrenat en el Festival de Cannes 1992.

## Filmografia
Filmografia:
- 1982:	Paradis pour tous, d'Alain Jessua.
- 1981:	Mille milliards de dollars, de Henri Verneuil.
- 1981:	Hôtel des Amériques, d'André Téchiné.
- 1981:	Beau-Père, de Bertrand Blier.
- 1980:	Un mauvais fils, de Claude Sautet.
- 1980:	Psy, de Philippe de Broca.
- 1980:	Plein sud, de Luc Béraud.
- 1978:	La Clé sur la porte, d'Yves Boisset.
- 1978:	El cop de cap (Coup de tête), de Jean-Jacques Annaud.
- 1978:	Préparez vós mouchoirs, de Bertrand Blier.
- 1978:	L'Ingorgo - una storia impossibile, de Luigi Comencini.
- 1978:	Série noire, d'Alain Corneau.
- 1977:	La stanza del vescovo, de Dino Risi.
- 1977:	El jutge Fayard anomenat el xèrif, d'Yves Boisset.
- 1976:	Marcia trionfale, de Marco Bellocchio.
- 1976:	F de Fairbanks, de Maurice Dugowson (també acreditat com a col·laborador en la composició de la banda sonora).
- 1975:	 Catherine et compagnie, de Michel Boisrond.
- 1975:	Adieu poulet, de Pierre Granier-Deferre.
- 1975:	La Meilleure façon de marcher, de Claude Miller.
- 1974:	Lily aime-moi, de Maurice Dugowson.
- 1974:	Les valseuses, de Bertrand Blier.
- 1973:	Themroc, de Claude Faraldo.
- 1971:	La Vie sentimentale de Georges li tueur, de Daniel Berger.
- 1971:	Les Mariés de l'an II, de Jean-Paul Rappeneau.
- 1965:	Es crema París?, de René Clément.
- 1956:	Je reviendrai à Kandara, de Victor Vicas.

## Premis i nominacions

### Nominacions
- 1976: César al millor actor secundari per Adieu, poulet
- 1977: César al millor actor per La meilleure façon de marcher
- 1978: César al millor actor per Le juge Fayard dit Le Shériff
- 1980: César al millor actor per Série noire
- 1981: César al millor actor per Un mauvais fils
- 1982: César al millor actor per Beau-père